# Pikveld
Pikveld is een plaats in de gemeente Coevorden, provincie Drenthe (Nederland).
Het ligt aan de N863, ook wel Europaweg genoemd, ten oosten van de stad Coevorden richting Emlichheim.
Plaatsen: Aalden · Achterste Erm · Benneveld · Coevorden · Dalen · Dalerpeel · Dalerveen · De Kiel · Diphoorn · Eldijk · Erm · Gees · Geesbrug · 't Haantje · Holsloot · Langerak · Meppen · Nieuwe Krim · Nieuwlande (deels) · Noord-Sleen · Oosterhesselen · Schoonoord · Sleen · Steenwijksmoer · Stieltjeskanaal · Veenhuizen · Wachtum · Wezup · Wezuperbrug · Zweeloo · Zwinderen

Overige: Ballast · De Haar · De Mars · Den Hool · Kibbelveen · Klooster · Padhuis · Pikveld · Schimmelarij · Vlieghuis · Weijerswold

Drenthe: Steden en dorpen      Nederland: Provincies · Gemeenten